# Mieczysław Trzeciak
Mieczysław Trzeciak (ur. 13 marca 1934 w Helenówce, zm. 11 marca 2018 w Warszawie) – polski ekonomista, socjolog, nauczyciel akademicki, profesor nauk społecznych.

## Życiorys
Syn Romana i Marianny. W 1956 ukończył studia na Wydziale Społeczno-Ekonomicznym Szkoły Głównej Planowania i Statystyki. W 1966 uzyskał stopień doktora nauk ekonomicznych, w 1975 habilitował, a w 1989 uzyskał tytuł naukowy profesora.
Od lat 70. lat wykładał na Politechnice Radomskiej (Katedra Filozofii i Socjologii Wydziału Ekonomicznego). Następnie został także wykładowcą Uniwersytetu Kardynała Stefana Wyszyńskiego oraz Wyższej Szkole Zarządzania Personelem w Warszawie.
W latach 80. działał w Zjednoczeniu Patriotycznym Grunwald. Pełnił funkcję sekretarza generalnego tej organizacji.

## Publikacje
- Upiory studenckiej jesieni, WSI, Radom, 1982
- Podstawy ergonomii, Wyd. II, WSI, Radom, 1996,
- Bariery rozwoju Drugiej Rzeczypospolitej, Politechnika Radomska, Radom, 1999,
- Socjologia pracy, Wyd.VIII, Radom, 2003,
- Kresy minione i rozmyślania, Mińsk-Warszawa, 2004, Wydawnictwo Stowarzyszenia Oświatowego Sycyna, Radom, 2004,
- Ziemia utracona i rozmyślania, Lwów – Warszawa, Wydawnictwo Stowarzyszenia Oświatowego Sycyna, Radom, 2006.